# Pomnik Edmunda Bojanowskiego w Katowicach
Pomnik bł. Edmunda Bojanowskiego w Katowicach − pomnik przed głównym wejściem do klasztoru sióstr służebniczek NMP przy ul. Panewnickiej 63 w katowickiej dzielnicy Ligota-Panewniki.
Pomnik przedstawia bł. Edmunda Bojanowskiego oraz trójkę dzieci (jedno z nich siedzi u jego stóp). Autorką projektu monumentu jest siostra Czesława Marek CSA BMV.